# Yoania
Yoania é um género botânico pertencente à família das orquídeas (Orchidaceae).